# Bruno Grimaldi
Bruno Grimaldi, de son vrai nom Maamar Tedjini, né le 19 juillet 1949 à Carthage et mort le 17 décembre 2009 à Paris, est un chanteur, un parolier, un musicien, un directeur artistique, un arrangeur, un choriste et un acteur français.

## Carrière
Riche d'une carrière de plus de 15 singles (45 tours) de 1975 jusqu'aux années 1990, il connaît l'un de ses plus grands succès avec Retour de manivelle, entre fin 1985 et début 1986, un single dans lequel on retrouve à la batterie Manu Katché, aux synthés Thierry Durbet, Dominique Blanc-Francard au mixage et Vincent Bruley à l'arrangement.
Il a travaillé notamment avec Caroline Verdi, Isabelle Aubret, Pierre Delanoë, Marc Lavoine, Zazie, Patricia Kaas, Andy Scott... Ou en 2003, avec Hélène Ségara et Laura Pausini en faisant partie de l'équipe de paroliers pour : On n'oublie jamais rien, on vit avec …
Du côté du septième art, en 1979, Bruno Grimaldi passe devant la caméra de la cinéaste Catherine Breillat, lors de son deuxième film, dans Tapage nocturne en jouant dans un second rôle celui de Frédéric.

## Discographie

### 45 tours et CD singles
| Année | Face A / Face B                                                                 | Maison de disques    |
| 1975  | J'ai fait l'amour avec la mer / Isabelle                                        | Polydor              |
| 1976  | L'épouvantail / L'étranger                                                      | Polydor              |
| 1976  | L'amour c'est autre chose / Je ne me marierai jamais                            | Polydor              |
| 1977  | Imagine-moi / De vous à moi                                                     | Polydor              |
| 1979  | Mon pauv' papa / Toute une vie                                                  | Pathé-Marconi / Emi  |
| 1979  | Le cœur en marmelade / La super bringue                                         | Pathé-Marconi / Emi  |
| 1980  | Maggy / Rien n'a changé                                                         | Pathé-Marconi / Emi  |
| 1981  | Un enfant de divorcés / Démentielle                                             | Pathé-Marconi / Emi  |
| 1983  | Je danse musique / Cœur jaloux                                                  | Carrère              |
| 1985  | Retour de manivelle / À la fin des mots                                         | Big Bang / Phonogram |
| 1986  | T'es pas tout seul / Et je m'emporte                                            | Big Bang / Phonogram |
| 1987  | Ne plus rien dire / Ne plus rien dire (poème symphonique) (mixé par Andy Scott) | Clever / CBS         |
| 1988  | Vive l'amour                                                                    | Clever / CBS         |
| 1989  | 5 ans / L'amour qui t'aille                                                     | Clever / CBS         |
| 1991  | Je ne suis qu'un homme / James Hadley Chase                                     | RCA / BMG            |
| 1992  | On ne peut rien contre l'amour / Être deux ou malheureux                        | RCA / BMG            |

### Albums
- 1977 : De vous à moi (Polydor)
- 1977 : La super bringue (Pathé-Marconi)
- 1982 : La vie marathon (Pathé-Marconi)
- 1992 : Ipso facto (Bmg)
- 1997 : Pas concerné (Disques Meys)